# Savan Kotecha
Savan Harish Kotecha es un letrista estadounidense, reconocido por escribir y coescribir éxitos para varios artistas internacionales. Kotecha surgió en la industria de la música en el año 2001, luego de coescribir canciones para Westlife y Kristie Blond. Desde entonces, comenzó a coescribir una gran cantidad de canciones para una variada gama de artistas. No obstante, algunos de sus trabajos más exitosos, los ha coescrito con los letristas y productores suecos Martin Karl «Max Martin» Sandberg y Karl «Shellback» Schuster, con quienes ha creado éxitos como «If U Seek Amy» de Britney Spears y «DJ Got Us Fallin' in Love» de Usher con Pitbull. En 2013, forma parte del equipo que crea canciones potenciales para el octavo álbum de estudio de Spears.

## Discografía
Adam Lambert
- "If I Had You" (US CHR #15)
- "Evil in the night"
- "The Original High"
- "Things That I didn't Say"

Alexandra Burke
- "Start Without You" (UK #1)
- "What Happens on the Dance Floor"
- "Broken Heels" (UK #8)
- "The Silence" (UK #16)
- "Dumb"
- "Gotta Go"

Allison Iraheta
- "Friday I'll Be Over U"
- "Just Like You"

Ariana Grande
- Problem" feat. Iggy Azalea(US #2) (UK #1)
- "Break Free" feat. Zedd (US #4)
- One Last Time" (US #13)
- "Love Me Harder" feat. The Weeknd (US #7)
- "Bang Bang" con Jessie J & Nicki Minaj (US #3) (UK #1)
- "Santa Tell Me" (US Holiday Song Chart #1)
- "Focus" (US #7)
- "Into You" (US #13)
- "Side to Side" feat. Nicki Minaj (US #4)
- "Greedy"
- "Everyday feat. Future (US #55)
- "Bad Decisions"
- "Sometimes"
- "God is a woman" (US #8)
- "breathin" (US #12)
- "no tears left to cry" (US #3)
- "everytime"
- "bloodline"
- "bad idea"
- "ghostin"
- "break up with your girlfriend, i'm bored" (US #2) (UK #1)

Backstreet Boys
- "In a World Like This"

BC Jean
- "I’ll Survive You"

Britney Spears
- "I Wanna Go" (US #7) (US POP/CHR #1)
- "Up n’ Down"
- "If U Seek Amy" (US #19)

Carolina Liar
- "All That Comes Out Of My Mouth"

Carrie Underwood
- "Quitter"
- "Inside Your Heaven" (US #1)

Cassadee Pope
- "Easier To Lie"

Celine Dion
- "Eyes on Me"
- "Let Your Heart Decide"

Cher Lloyd
- "Want U Back" (US #12)
- "Grow Up (feat. Busta Rhymes)"
- "Over The Moon"
- "Dirty Love"
- "With Ur Love" (UK #4)
- "I Wish (feat. T.I.) (US #117)
- "M.F.P.O.T.Y"
- "Killing It"
- "Alone With Me"

Christian TV
- "Love2Baby"

Christina Aguilera
- "Your Body"
- "Let There Be Love"

Danni Minogue
- "Love Fight"
- "Vibe On"

Days Difference
- "Speakers" (#29 Hot AC)

Delta Goodrem
- "I Can't Break It to My Heart" (AUS #13)

Demi Lovato
- "Really Don't Care" (feat. Cher Lloyd) (US #26) (US Top40 #7)
- "Something That We're Not"
- "Shouldn't Come Back"
- "Cool for the Summer" (US #11) (US Top40 #4)

Ellie Goulding
- "Love Me Like You Do" (UK #1) (US #3)
- "On My Mind" (UK #5) (US #13)
- "Codes"
- "Don't Need Nobody"
- "Army" (UK #20)

Enrique Iglesias
- "Ring My Bells"

Emblem3
- "Chloe (You're the One I Want)"
- "Spaghetti"
- "Teenage Kings"

Geri Halliwell
- "Ride It" (UK #4)

Glee
- "Loser Like Me" (US #6)
- "Light Up the World" (US #33)

Hilary Duff
- "All About You" (US Mainstream Top 40 - #38)

Il Divo
- "Sempre Sempre"
- "Una Noche"
- "Mama"

Jennifer Lopez
- "First Love"; (US CHR: 20)

Jessie James
- "I Look So Good (Without You)" (US CHR #43)
- "Burn It Up"

Jessie J
- "Bang Bang" con Ariana Grande & Nicki Minaj

JLS
- "The Club Is Alive" (UK #1)

Jordan Pruitt
- "My Shoes" (Radio Disney #11)

Justin Bieber
- "Beauty and a Beat" (US #5)

Ke$ha
- "All That Matters (The Beautiful Life)"

Laza Morgan
- "One by One"

Leona Lewis
- "I Got You" (UK #14)
- "Brave"
- "Naked"
- "Outta My Head"

Lesley Roy
- "Psycho B**ch"

Lindsay Lohan
- "Disconnected"
- "Symptoms Of You"

Miranda Cosgrove
iCarly Soundtrack
- "Stay My Baby" (Radio Disney #19)
- "Oh Oh"

Madonna
- "Devil Pray"
- "Addicted"
- "Borrowed Time"

Maroon 5
- "One More Night" (US #1)

Megan & Liz
- "Release You"

MKTO
- "Forever Until Tomorrow"

Natalie La Rose
- "Around The World"

Prince Royce
- "Back It up" (feat. Pitbull)  (US #98)

One Direction
- "Live While We're Young" (US #3) (UK #3) (US #2)
- "What Makes You Beautiful" (US #4) (UK #1)
- "Na Na Na"
- "I Wish"
- "Up All Night"
- "Save You Tonight"
- "Kiss You" (UK #9) (US #19)
- "One Thing" (UK #9)
- "Heart Attack"
- "Last First Kiss"
- "Back For You"
- "Nobody Compares"
- "Still The One"
- "Change My Mind"
- "Magic"
- "Happily"

Paul Potts
- "Mamma"

Paula DeAnda
- "Roll The Credits" (US CHR #37)

R5
- "Lets Not Be Alone Tonight"

Robin Thicke
- "Back Together" (feat Nicki Minaj)

Sage The Gemini feat. Nick Jonas
- "Good Thing" (US #78)

Shayne Ward
- "If That's OK with You" (UK #2)
- "No U Hang Up" (UK #2)
- "Breathless" (UK #6)
- "Damaged"
- "Some Tears Never Dry"
- "Until You"
- "Melt the Snow"
- "U Got Me So"
- "You Make Me Wish"
- "Stand by Me" (UK #14)
- "Something Worth Living For"
- "A Better Man"

Shontelle
- "T-Shirt" (US #36) (UK #6)

Tammin Sursok
- "Pointless Relationship" (AUS #5)
- "Whatever Will Be" (AUS #13)
- "Almost Me"

The Vamps
- "Somebody To You" (UK #4)

Tori Kelly
- "Nobody Love" (US #68)

"Expensive"
"California Lovers"
Tata Young
- "Sexy, Naughty, Bitchy"
- "Call Him Mine"

Usher
- "DJ Got Us Falling In Love" (US #4)
- "Scream" (US #9) (UK #5)

Victoria Justice
- "Beggin' on Your Knees" (US #58)
- "Best Friend's Brother" (US #86)

Vanessa Hudgens
- "Say OK" (US #61)
- "Whatever Will Be" (Tammin Sursok cover)

The Weeknd
- "Can't Feel My Face" (US #1)
- "In The Night"
- "Shameless"

Westlife
- "Where We Are"
- "No More Heroes"
- "Something Right"
- "The Easy Way"
- “Pictures In My Head”
- "Amazing" (UK #4)
- "Colour My World"
- "Hit You With The Real Thing"
- "Maybe Tomorrow"
- "Miss You When I’m Dreaming"
- "Still Here"
- "Obvious" (UK #3)
- "Heal"
- "When a Woman Loves a Man"
- "I Get Weak"